# Winston Hibler
Pour les articles homonymes, voir Hibler.
Winston "Hib" Hibler (8 octobre 1910, Harrisburg, Pennsylvanie - 8 août 1976, Burbank, Californie) était un réalisateur américain ayant travaillé au sein des Studios Disney ainsi que l'auteur des histoires des True-Life Adventures et le narrateur en version originale.
Il a un fils aussi réalisateur, Christopher Hibler ayant aussi travaillé pour Disney dans les années 1970.

## Biographie
Winston Hibler est né à Harrisburg en Pennsylvanie. Il fait des études d'art dramatique à New York avant de partir en Californie.
En 1942, il est engagé aux Studios Disney pour réaliser et écrire les courts métrages d'entraînements militaires produits par les studios durant la Seconde Guerre mondiale,.
Après la guerre, il travaille sur les dialogues de plusieurs longs métrages d'animation puis à partir de 1953 sur la série de documentaires animaliers True-Life Adventures,.
Il meurt le dimanche 8 août 1976, au Providence Saint Joseph Medical Center (en) à Burbank. Il est enterré au Forest Lawn Memorial Park à Glendale.
En 1992, il est nommé à titre posthume Disney Legends.

## Filmographie
- 1948 : Mélodie Cocktail
- 1948 : Johnny Pépin-de-Pomme
- 1949 : Le Crapaud et le Maître d'école
- 1950 : Cendrillon
- 1951 : Alice au pays des merveilles
- 1953 : Everglades, monde mystérieux, narrateur
- 1953 : Peter Pan
- 1955 : Les Aristochats
- 1958 : Le Désert de l'Arctique
- 1959 : La Belle au bois dormant
- 1962 : Sammy, the Way-Out Seal (téléfilm)
- 1966 : Quatre Bassets pour un danois
- 1973 : Un petit Indien (One Little Indian)
- 1977 : Les Aventures de Winnie l'ourson